# Berufsmaturitätsschule Winterthur
Die Berufsmaturitätsschule Winterthur ist eine berufsbildende Schule in der Stadt Winterthur in der Schweiz.

## Geschichte

### Gründung als Berufsmittelschule
Im Zuge einer allgemeinen Reorganisation und Differenzierung der Schweizer Berufsbildung wurde in den 1960er Jahren auch der Ruf nach einer Berufsmittelschule (BMS) laut. Diese sollte intellektuell begabte, leistungswillige Auszubildende im Sinne einer freiwilligen Weiterbildung besser fördern. Die vermittelte vertiefte Allgemeinbildung sollte ihnen in der späteren Karriere von Nutzen sein. Da es damals noch keine Fachhochschulen gab, fehlte aber eine konkrete Anschlussbildungsmöglichkeit auf tertiärer Stufe. Gleichzeitig sollte durch die Schaffung der BMS die Berufslehre in Konkurrenz zu den Gymnasien attraktiver gemacht werden.
Ab 1968 wurden auf Eigeninitiative der betreffenden Berufsschulen erste Pilotversuche in Aarau, Baden und Bern gestartet. 1969 legte schliesslich eine 2 Jahre zuvor gebildete Kommission dem Bundesamt für Industrie, Gewerbe und Arbeit (BIGA) einen konkreten Plan zur Bildung von Berufsmittelschulen vor, der im Januar 1970 angenommen wurde.
Noch im selben Jahr nahmen im Kanton Zürich vier Berufsmittelschulen an den Standorten Zürich, Winterthur und Wetzikon ihren Betrieb auf.

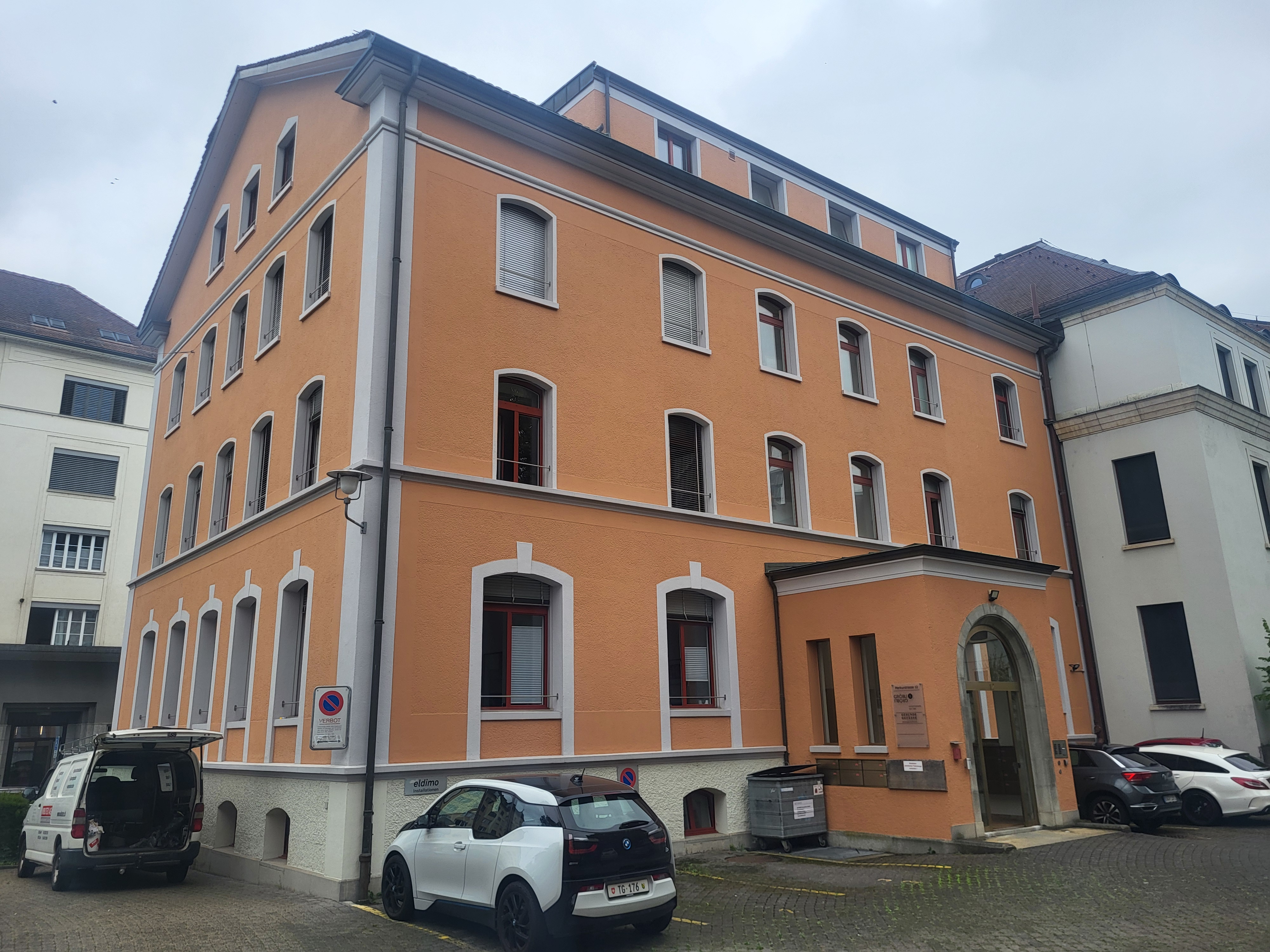
Das ehemalige Schulgebäude an der Merkurstrasse 12 in Winterthur.

Die technische Berufsmittelschule Winterthur begann mit 74 Lernenden, die in 5 Klassen im Schulhaus an der Merkurstrasse 12 beim Hauptbahnhof unterrichtet wurden. Die Lernenden rekrutierten sich in dieser frühen Versuchsphase aus der Gewerblichen Berufsschule Winterthur, der Gewerblichen Berufsschule Bülach, der firmeneigenen Werkschule Sulzer, der Berufs- und Frauenfachschule Winterthur und der Metallarbeiterschule Winterthur.
1972 zog der damalige Leiter Hans Bodmer eine erste, überwiegend positive Bilanz: Industrie und Gewerbe reagierten generell positiv auf die BMS, die Erfahrungen am Arbeitsplatz seien trotz dem zusätzlichen Schultag zulasten der Arbeitszeit im Betrieb "sehr befriedigend". Sorgen bereitete die Anstellung von Lehrkräften, da die "Besoldung" an der BMS für Mittelschullehrer "nicht verlockend genug" sei. Ausserdem ergäben sich Koordinationsschwierigkeiten mit dem Pflichtunterricht, zumal in den BMS-Klassen Lernende aus ganz unterschiedlichen Berufsrichtungen sässen und es immer wieder zu fachlichen Überschneidungen komme. Auch habe man Platzprobleme, welche die Gestaltung des Stundenplans "fast" zu einer "Generalstabsarbeit" machten. Fachlich ergäben sich "die meisten Schwierigkeiten in den sprachlichen Fächern", neben Deutsch sei "das Hauptsorgenkind Geometrie".

### Berufsmaturitätsschule
Durch eine Revision der Berufsmittelschulverordnung wurde 1993 die Berufsmaturität eingeführt, die mit den 1995 ins Leben gerufenen Fachhochschulen nun einen Hochschulanschuss ermöglichte. Auch an der BMS Winterthur konnte fortan eine technische Berufsmaturität erlangt werden – sie wurde so zu einer Berufsmaturitätsschule.
Seit 2005 wird zusätzlich die neugeschaffene gesundheitlich-soziale Richtung angeboten.
Hatte die BMS Winterthur im Jahr 2000 noch ca. 600 Lernende, überstieg die Anzahl 2010 erstmals 1'000. Danach verzeichnete sie einen leichten Rückgang bis zeitweise 889 Lernende (2016).
Mit der Corona-Pandemie wurde auf das Schuljahr 2020/21 die ursprünglich provisorische Möglichkeit geschaffen, mit einer Abschlussnote von 5,0 oder höher im EFZ prüfungsfrei in die BM2 aufgenommen zu werden. Das führte zu einem massiven Anstieg der Lernendenzahl, ausserdem mussten deutlich mehr Lehrpersonen angestellt werden. Der prüfungsfreie Zugang wurde im Kanton Zürich auf 1. Januar 2022 schliesslich auf Dauer eingeführt.

### Verselbständigung (ab 2024)
In Hinblick auf das Wachstum der Schule, insbesondere nach der Corona-Pandemie, beschloss der  Zürcher Kantonsrat am 10. Juli 2023 einstimmig (167 Ja-Stimmen zu 0 Nein-Stimmen) auf Antrag des Zürcher Regierungsrates die Berufsmaturitätsschule aus der Berufsbildungsschule Winterthur (BBW) herauszulösen und zu verselbständigen. Diese Verselbständigung erfolgte bereits ein Jahr später auf das Schuljahr 2024/25. Rektor der neuen Schule wurde der bisherige Schulleiter der früheren Abteilung der BBW, der Mathematiklehrer Beat Deola.

## Schulgebäude

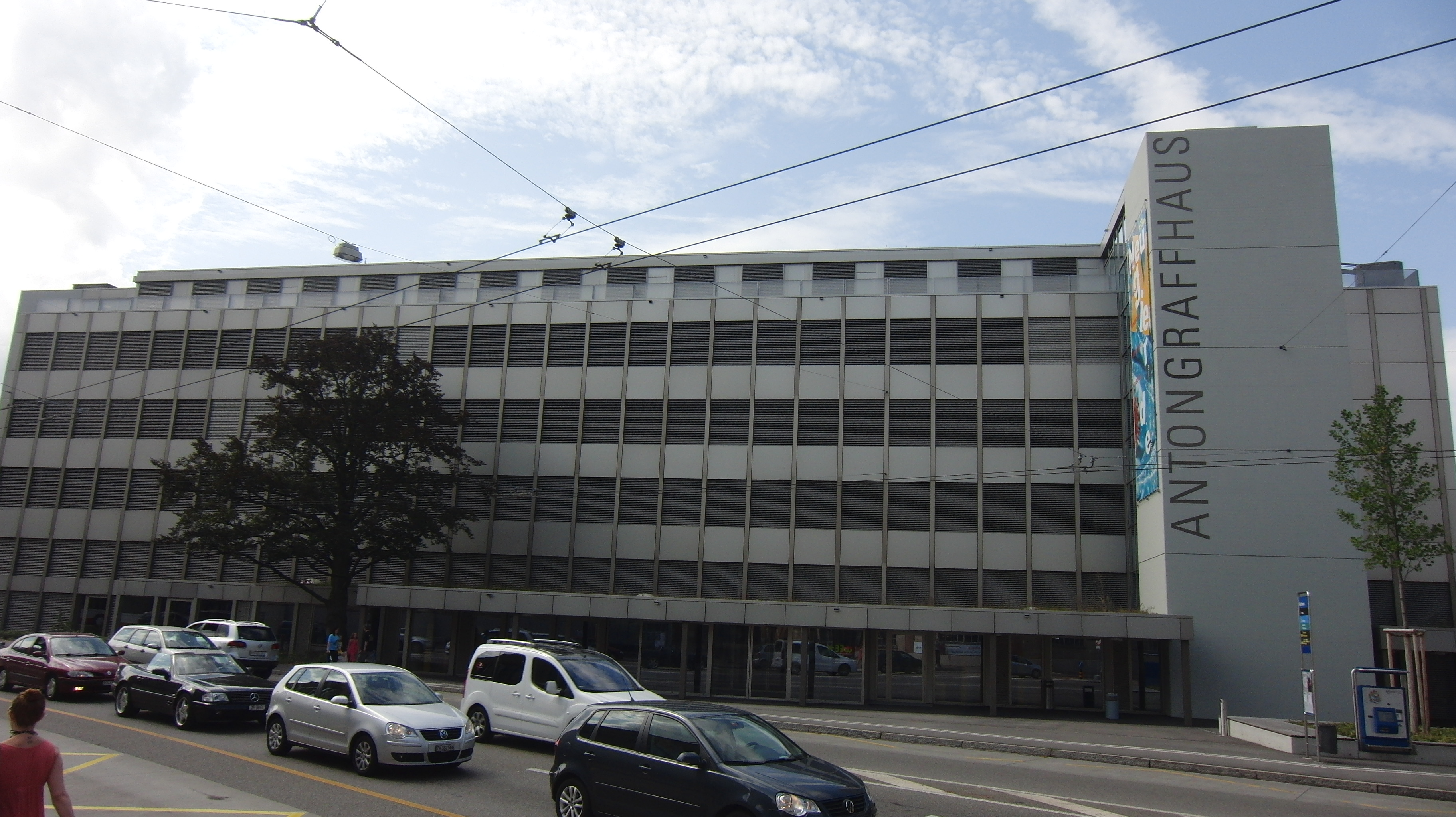
Das aktuelle Schulgebäude («Anton-Graff-Haus») der Berufsmaturitätsschule Winterthur.

Die Schule hat ihren bisherigen Standort, das «Anton-Graff-Haus», übernommen. Das Gebäude war 1971 von der Sulzer AG für die firmeneigene Berufsbildungsschule erbaut worden. Später übernahm der Kanton das Gebäude und richtete dort eine kantonale Berufsschule ein. Das Gebäude teilt sich die Schule heute mit der Abteilung Maschinenbau der Berufsbildungsschule Winterthur.

## Angebot
Die Schule bietet sowohl die Berufsmaturität während der Lehre (BM1) als auch die Berufsmaturität nach erfolgter beruflicher Grundbildung (BM2) an. In beiden Varianten bietet sie die Ausrichtungen Technik, Architektur und Life Sciences (TALS) und Gesundheit und Soziales (GESO) an. Die BM2 kann in Vollzeit in einem Jahr, berufsbegleitend in zwei Jahren oder in Vollzeit in sogenanntem Blended-Learning absolviert werden.